# 川崎市冈本太郎美术馆

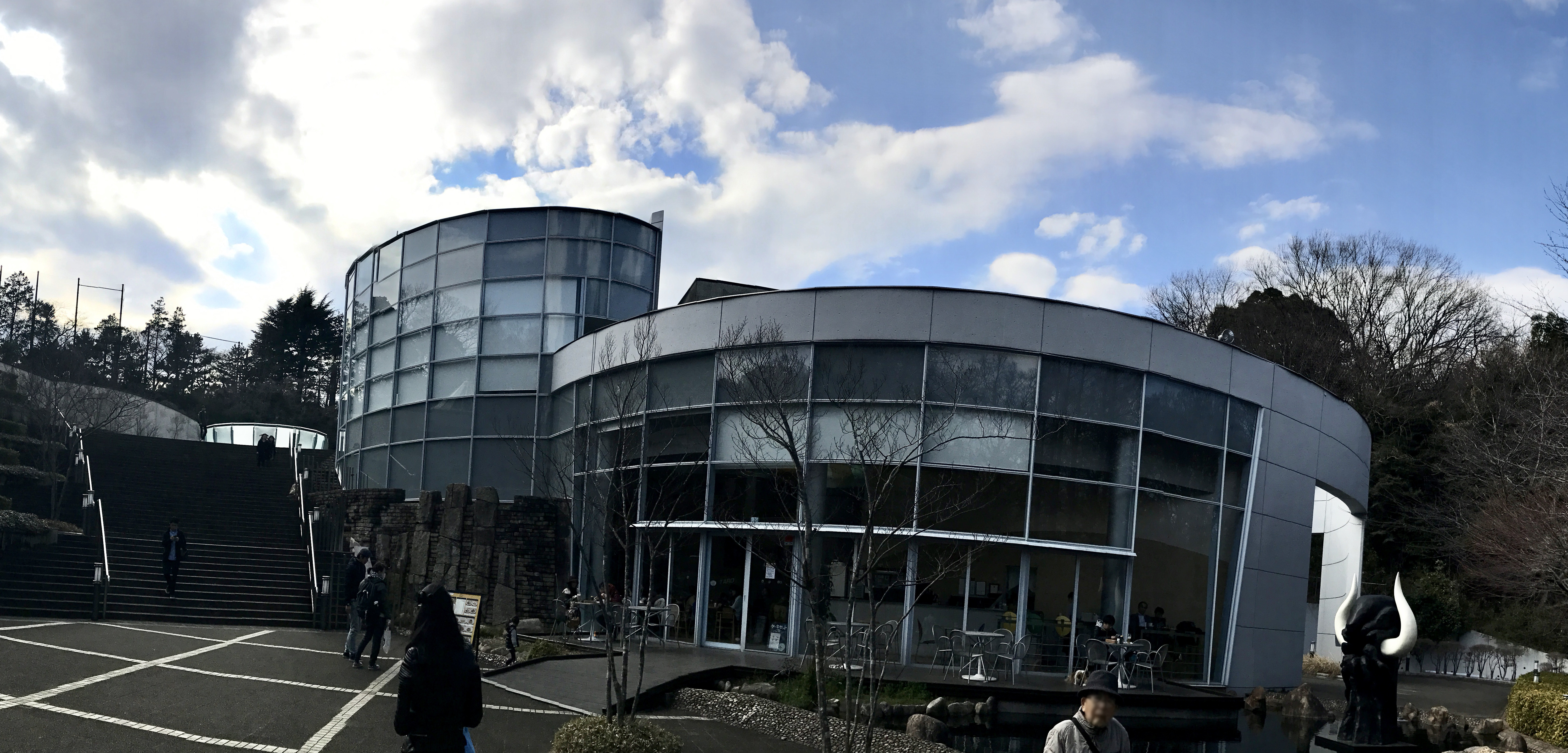
2017年博物馆外观

川崎市冈本太郎美术馆（日语：岡本太郎美術館），是一座位于日本神奈川县川崎市的博物馆，纪念出生於該市的艺术家冈本太郎。

## 历史
美術館所在的山坡地，曾於1961年11月11日發生川崎壤土邊坡破壞實驗事故，造成15死11傷。事故後該地曾做為高爾夫球場之用，並設有紀念碑。
1991年11月冈本太郎的352件作品已经寄到川崎市等待筹建博物馆，但在1993年時有當地居民發起反對設館，並組成「生田綠地之自然守護會」（生田緑地の自然を守る会）提出司法訴訟，1996年11月正式开工，1999年10月30日建成开馆。

## 画廊

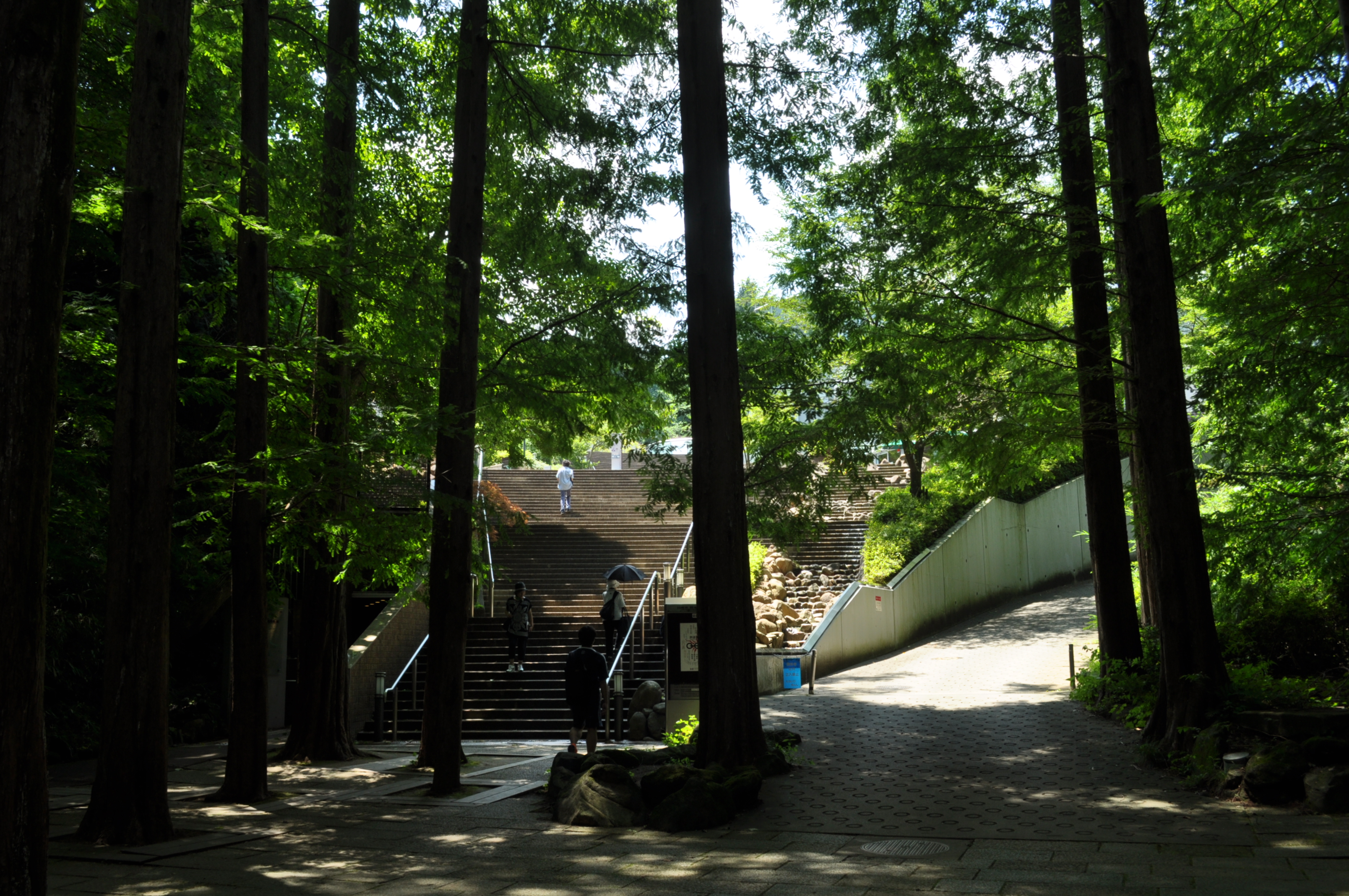
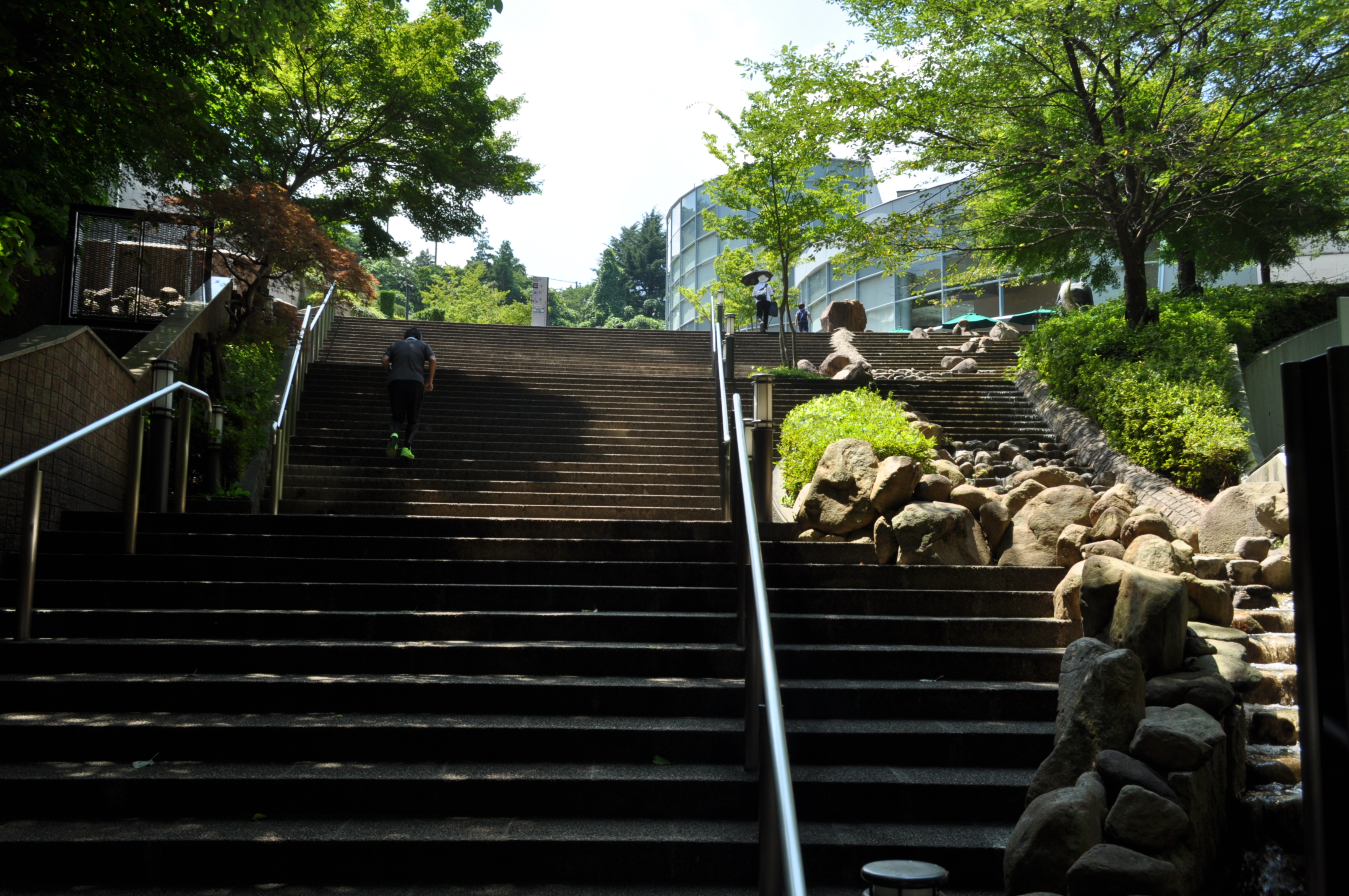
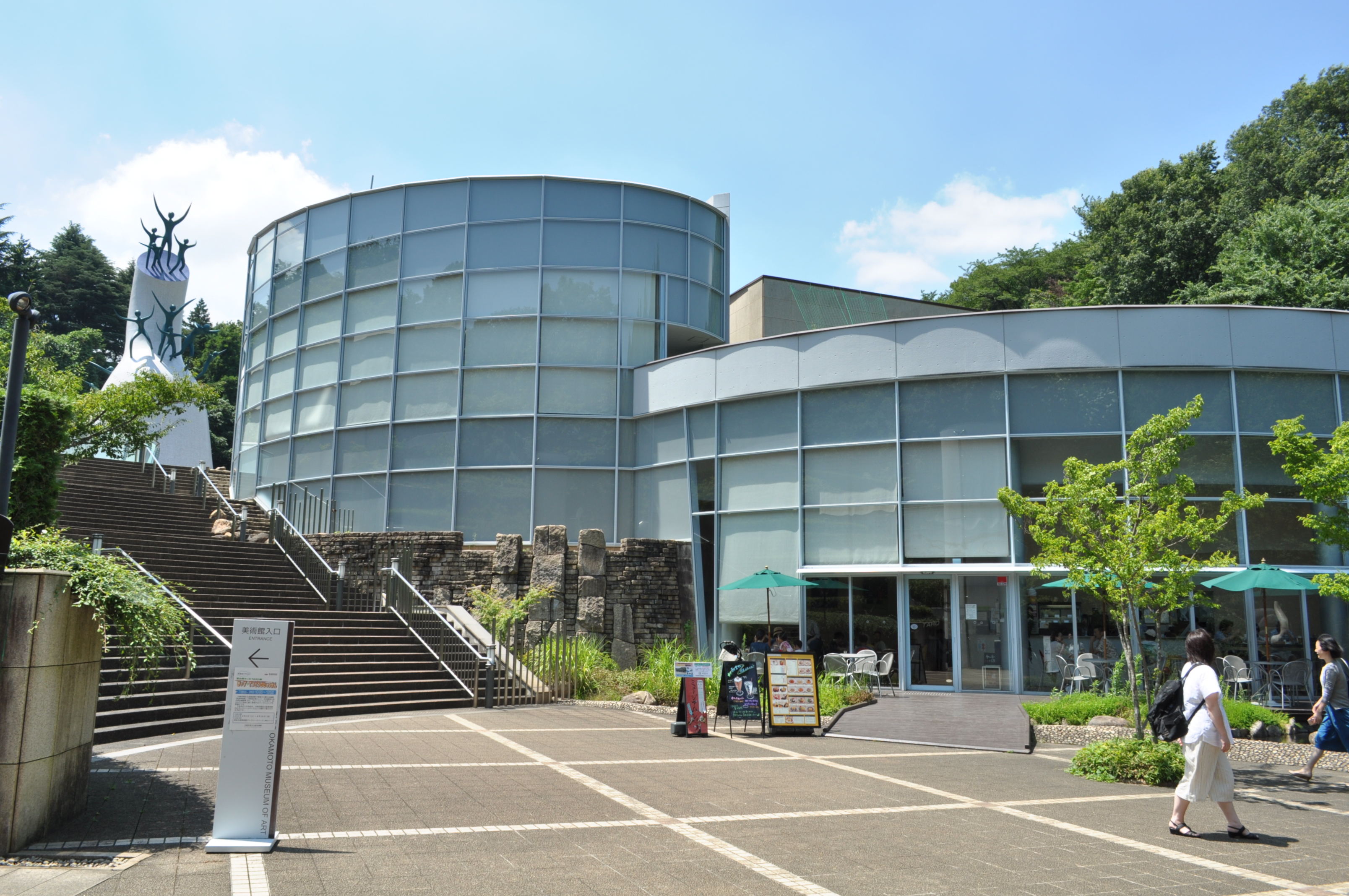
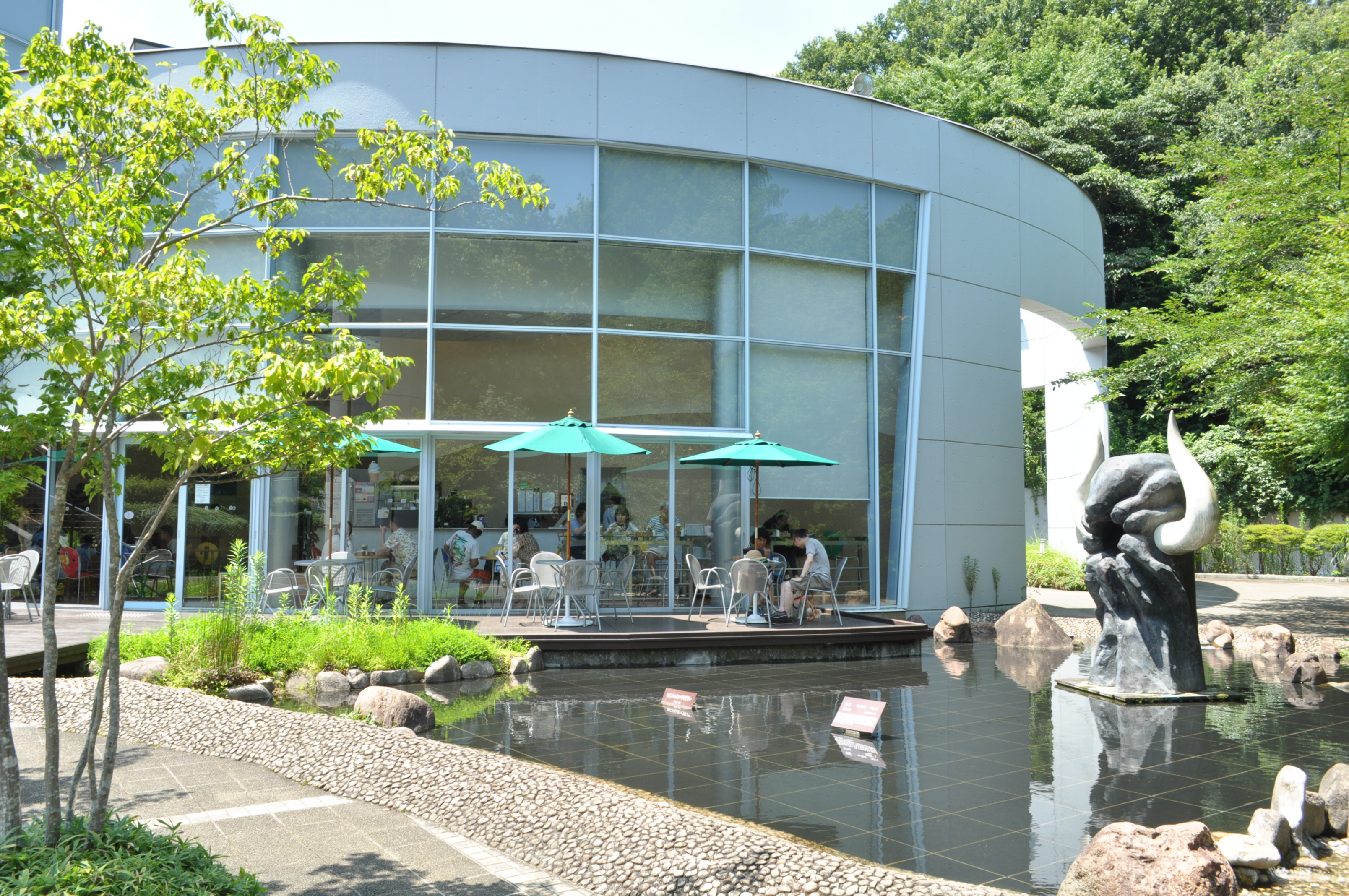
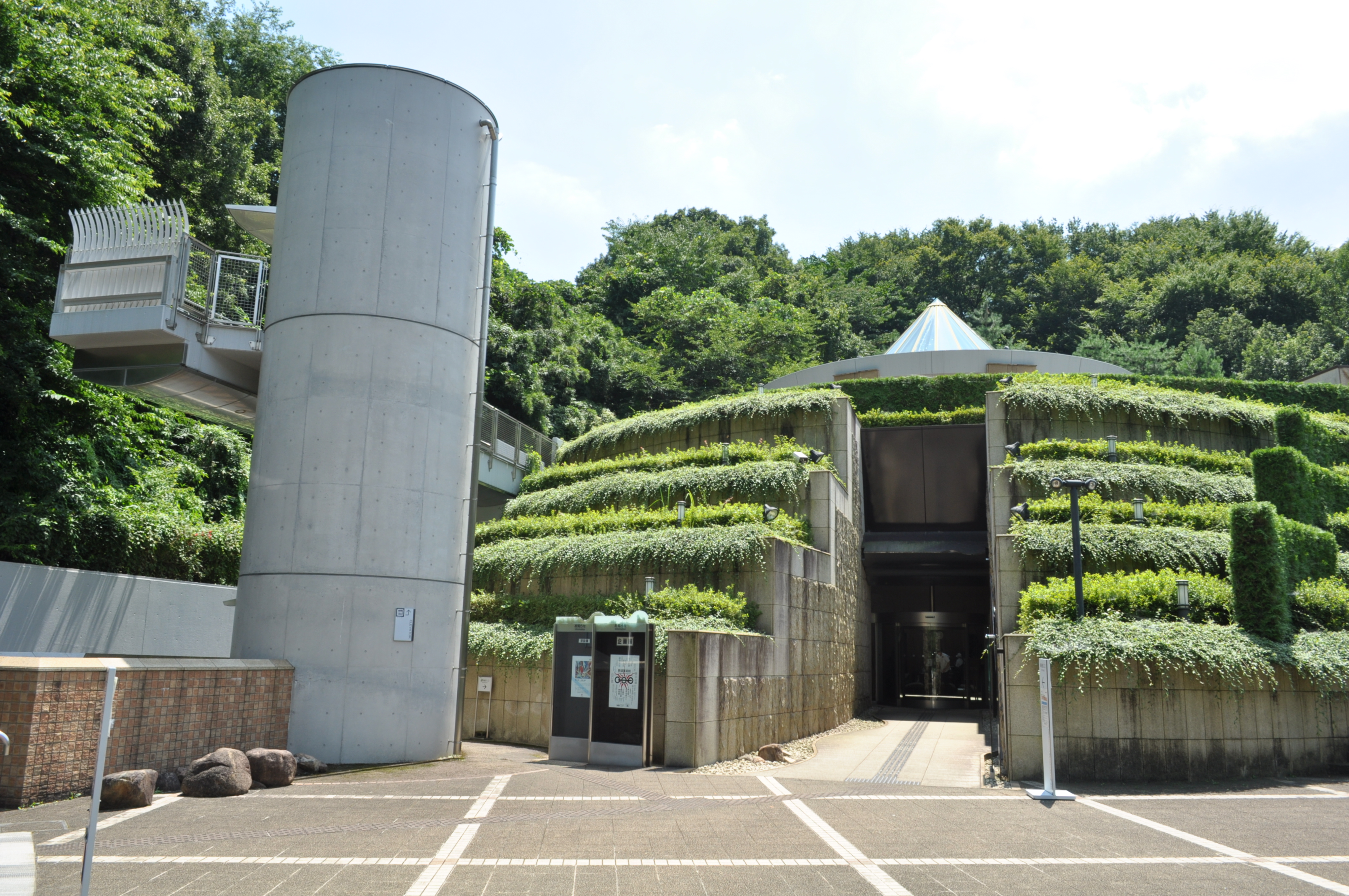
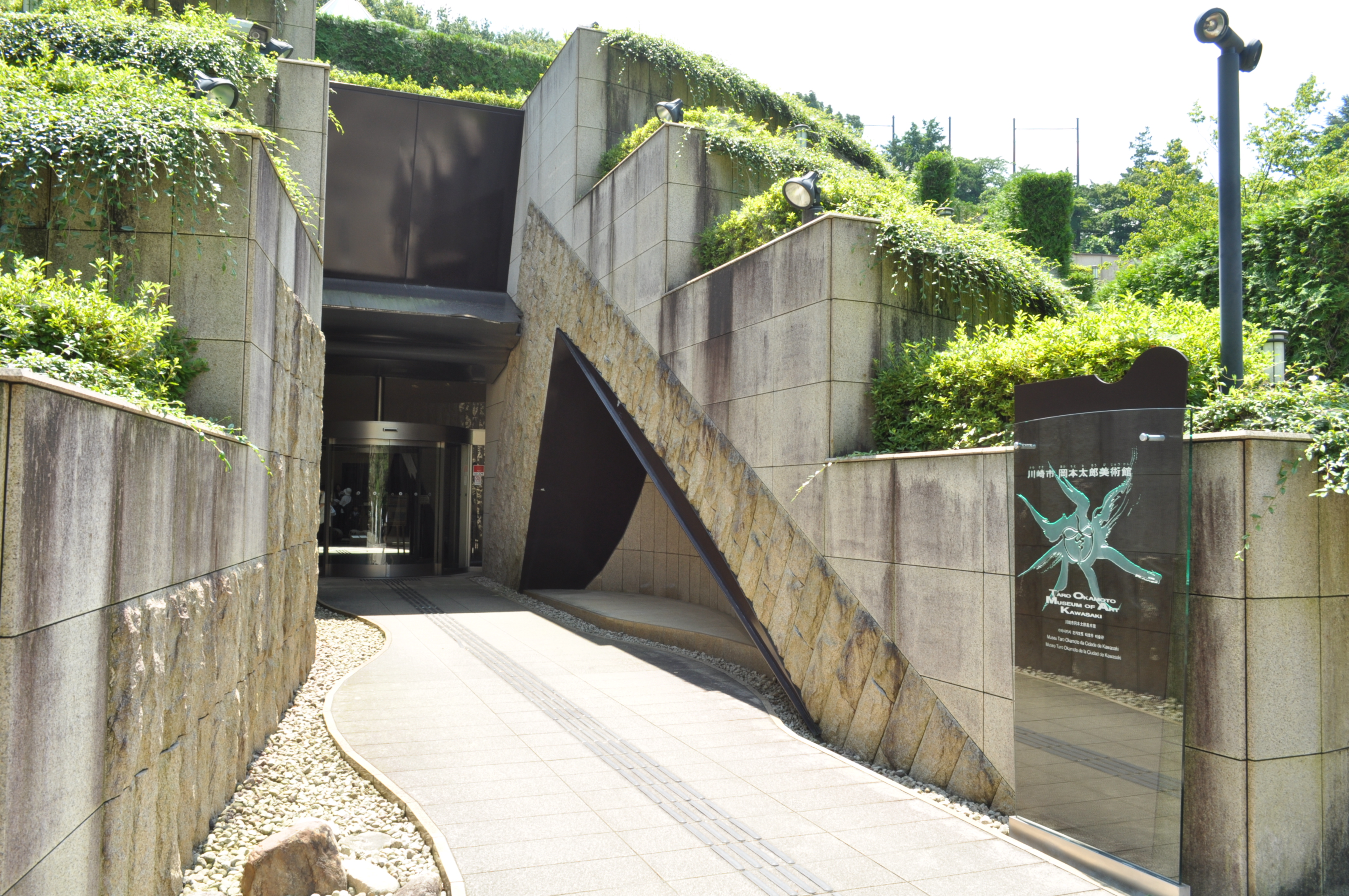
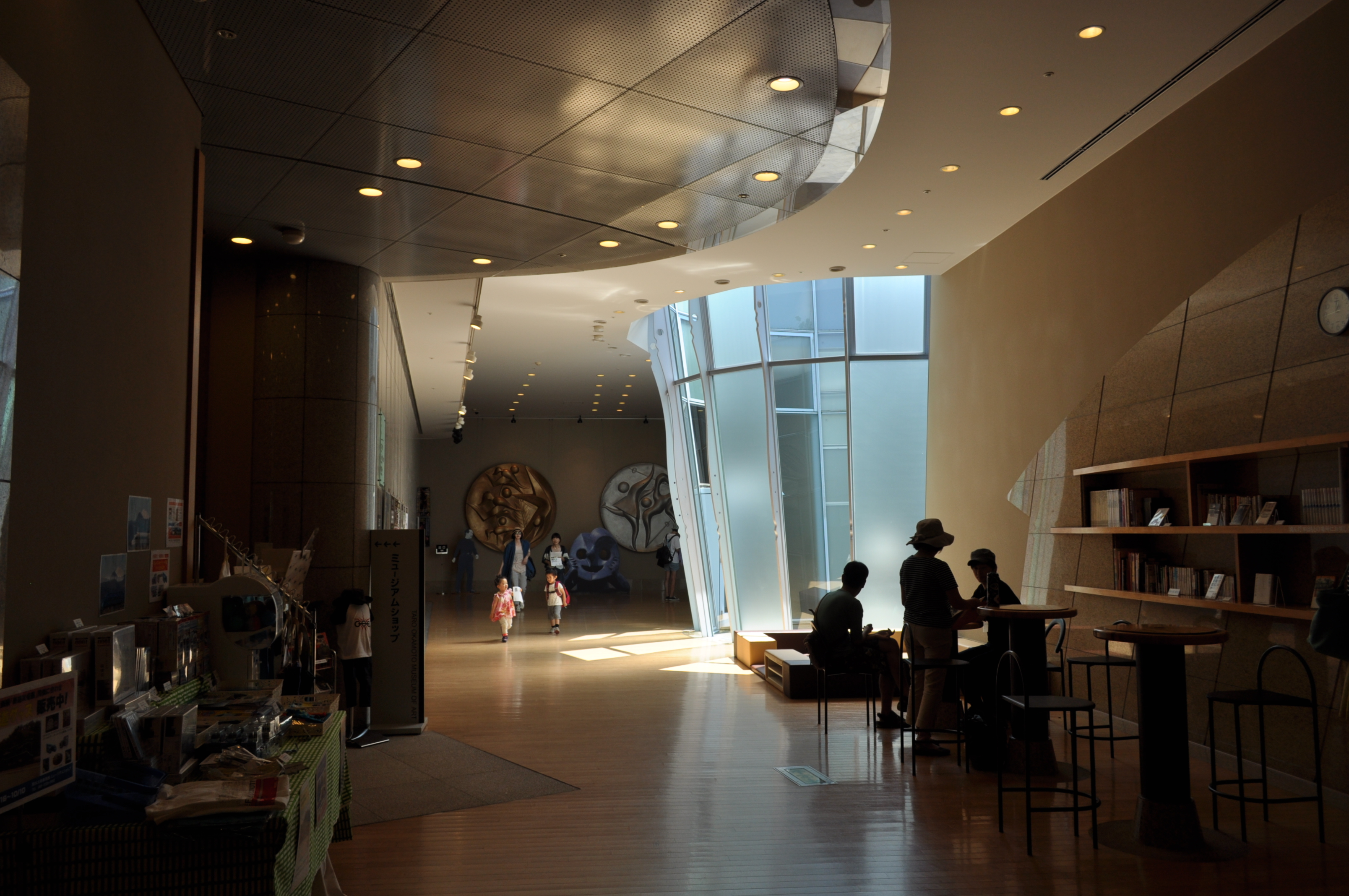
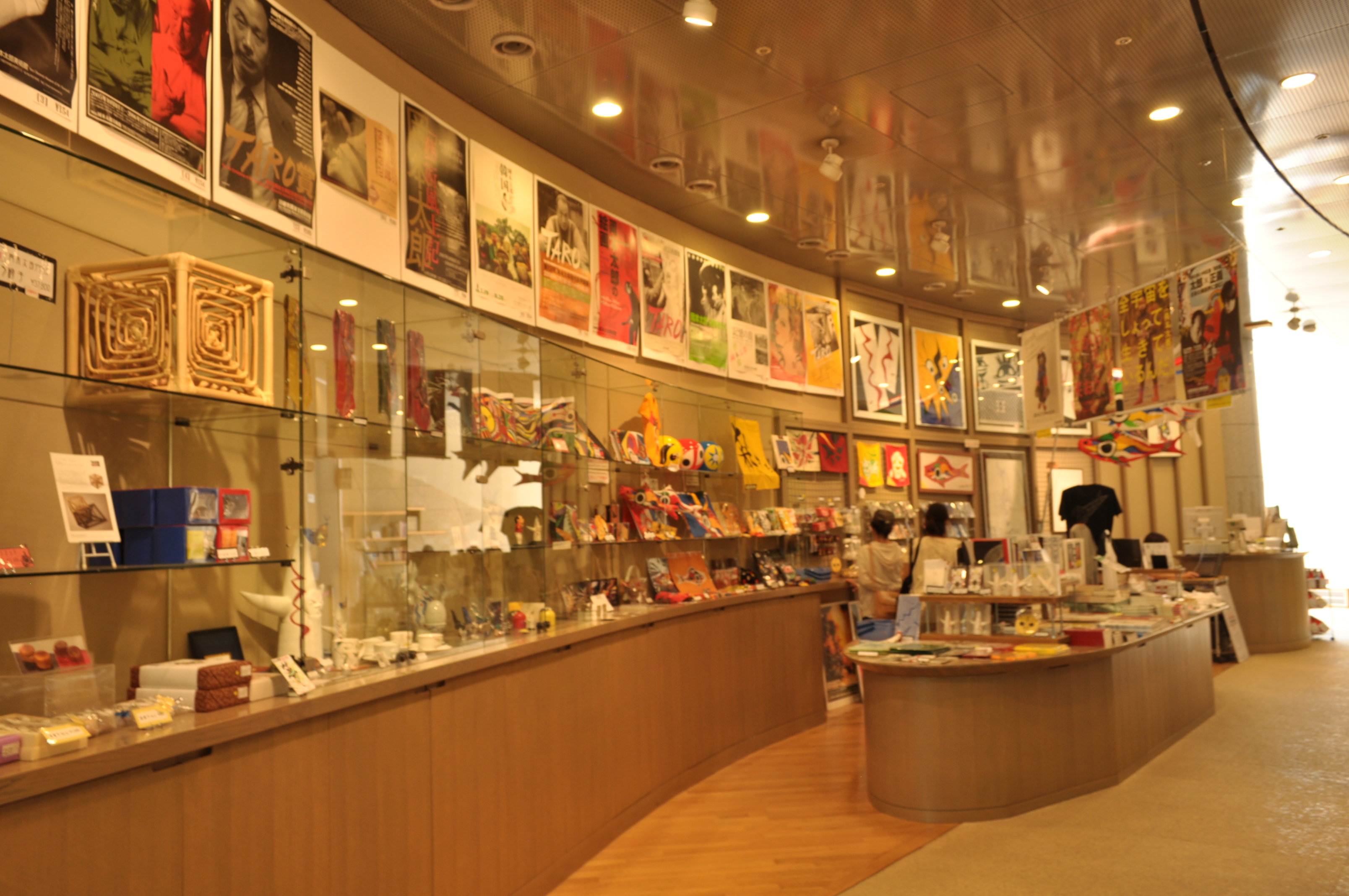
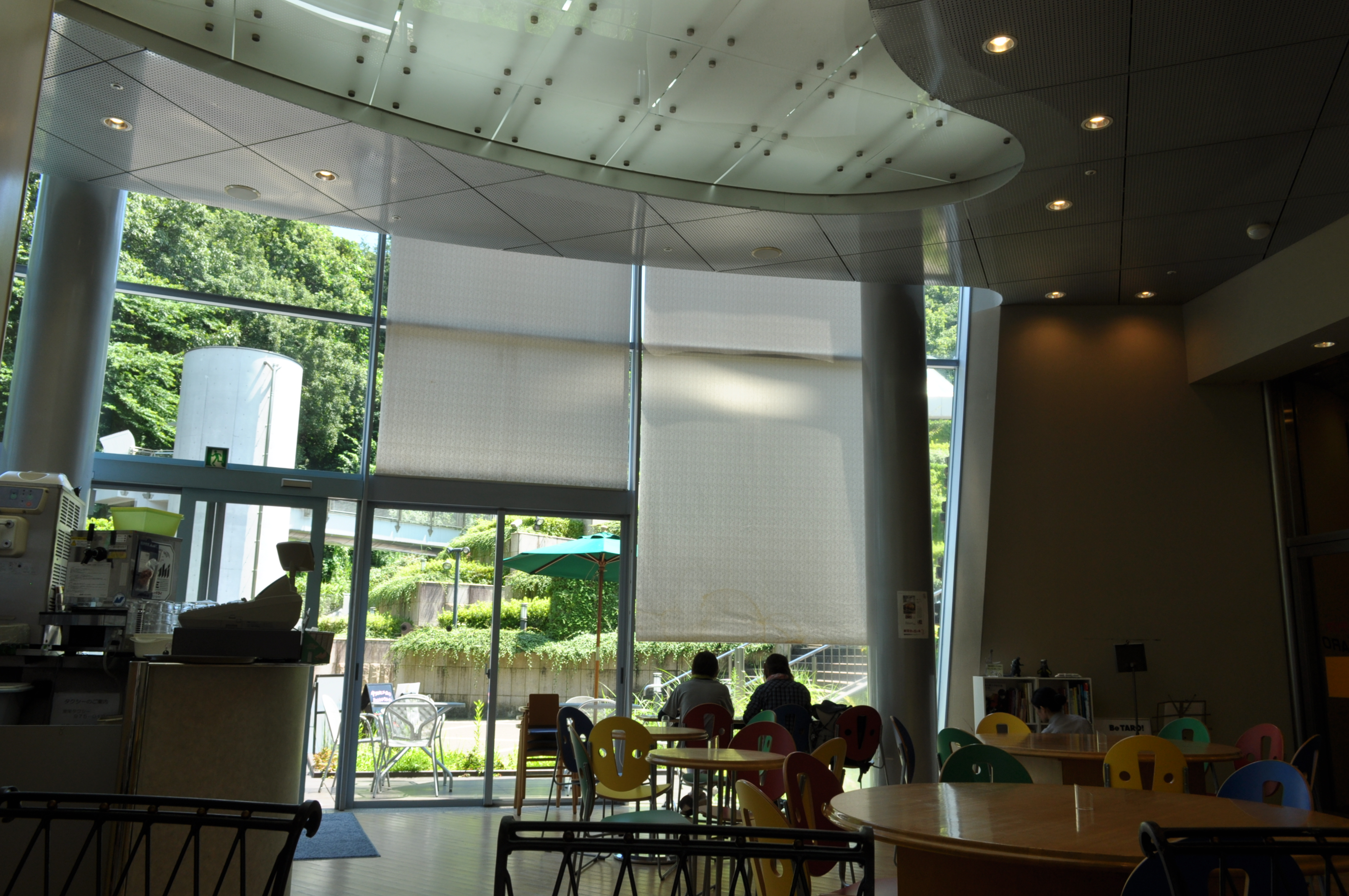

## 交通
- 小田急電鐵向丘遊園站

## 另見
- 岡本太郎紀念館：位於東京都港區南青山